# النيابى (وشحة)

تعديل مصدري - تعديل

النيابى هي إحدى قرى عزلة بني هني بمديرية وشحة التابعة لمحافظة حجة، بلغ تعداد سكانها 241 نسمة حسب تعداد اليمن لعام 2004.